# 룡연역
룡연역(龍淵驛)은 황해남도 강령군에 있었던 역이다. 폐역된 일자는 불명이다.